# Ludwig Klein (Politiker)
Ludwig Klein (* 24. November 1900 in Wien; † 2. Mai 1959 ebenda) war ein österreichischer Politiker der Sozialistischen Partei Österreichs (SPÖ).

## Leben
Nach dem Besuch der Volksschule und des Gymnasiums war Klein als Gemeindebeamter in Wien tätig. 1920 schloss er sich der Sozialdemokratischen Partei Österreichs an. Nach dem Anschluss Österreichs an das nationalsozialistische Deutschland emigrierte er nach Zürich, wo er als politischer Flüchtling anerkannt wurde. In der Schweiz gehörte er verschiedenen Emigrantenorganisationen an, unter anderem der Demokratischen Vereinigung für ein freies unabhängiges Österreich und der Landsmannschaft österreichischer Sozialisten in der Schweiz.
1945 kehrte er nach Österreich zurück, schloss sich der SPÖ an und wurde Mitglied des Parteivorstandes der SPÖ in Tirol. Seit November 1945 war er hauptamtlich Chefredakteur der "Volkszeitung" in Innsbruck.

## Politische Funktionen
- Mitglied des Landesparteivorstandes der SPÖ Tirol
- Landesobmannstellvertreter der Gewerkschaft der freien Berufe

## Politische Mandate
- 13. November 1946 bis 17. März 1952: Mitglied des Bundesrates (V. und VI. Gesetzgebungsperiode), SPÖ

## Sonstiges
Ludwig Klein verbüßte mehrere politischer Freiheitsstrafen:
- 1934 war er in Polizeihaft
- 1939 war er in Gestapohaft